# Прибайкалье
Прибайка́лье — горная область на юге Восточной Сибири, прилегающая с запада и востока к озеру Байкал в Иркутской области и Республике Бурятия.

## Орография

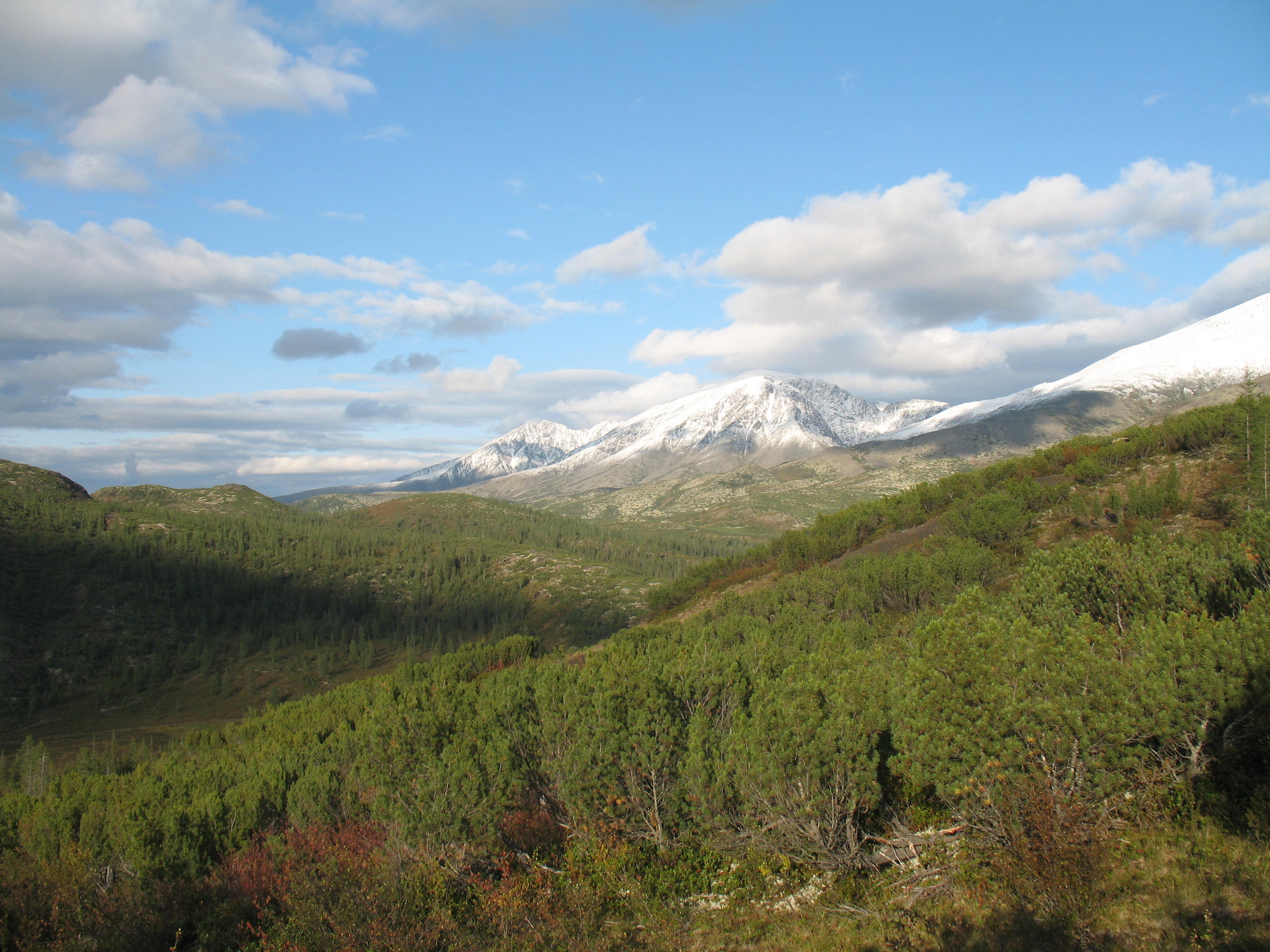
Голец Иняптук в Северном Прибайкалье

В Прибайкалье с запада к озеру Байкал примыкают горные хребты Приморский и Байкальский, с востока и юга — Хамар-Дабан, Улан-Бургасы, Баргузинский.

## Особо охраняемые природные территории
В Прибайкалье расположены несколько особо охраняемых природных территорий:
- Байкальский заповедник
- Байкало-Ленский заповедник
- Баргузинский заповедник
- Забайкальский национальный парк
- Прибайкальский национальный парк

## Природные ресурсы
В Прибайкалье есть месторождения следующих полезных ископаемых: лазурита, мрамора и других.